# Culture associée
Pour les articles homonymes, voir Compagnonnage et Compagnonnage anarchiste.

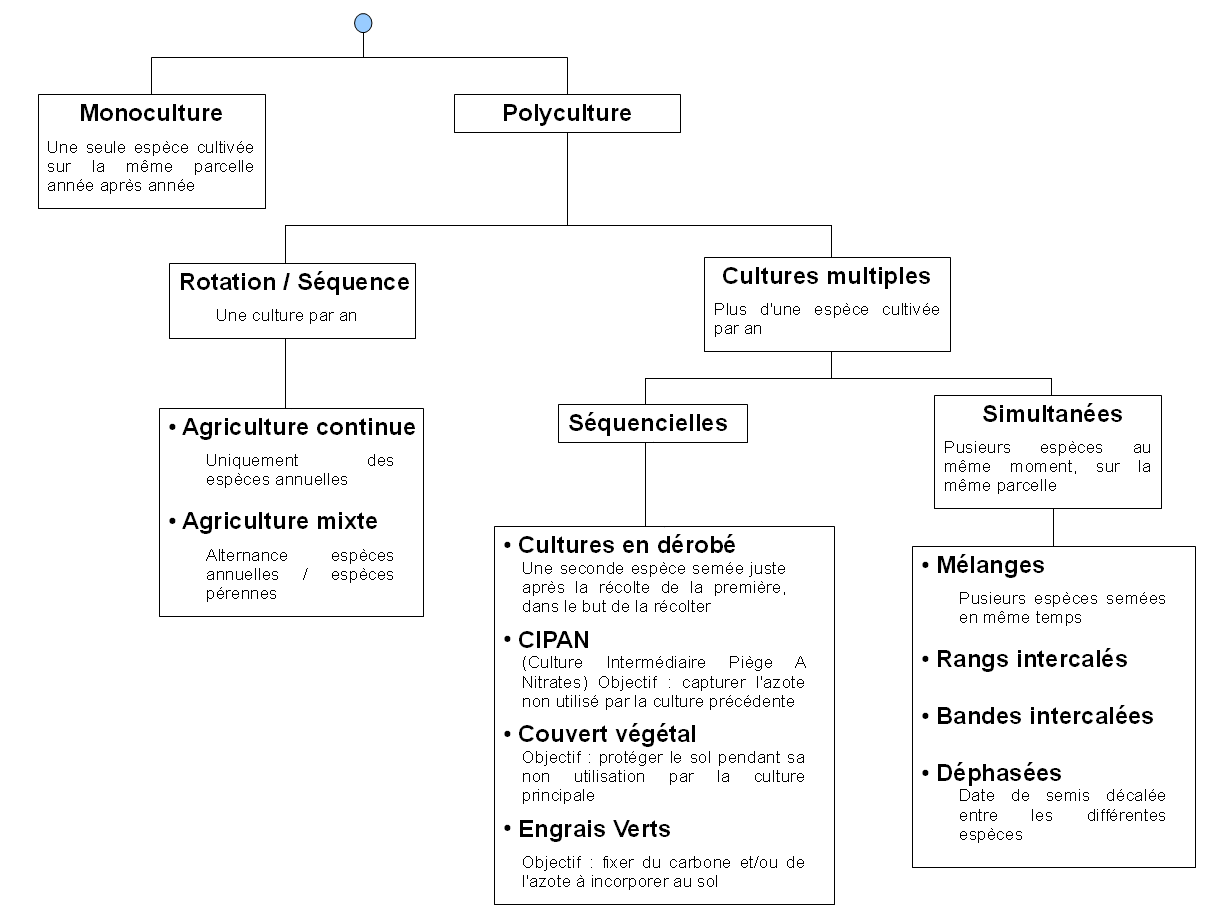
Classification des principaux groupes de système de culture : monoculture, polyculture (dont les associations de culture : cultures multiples simultanées).

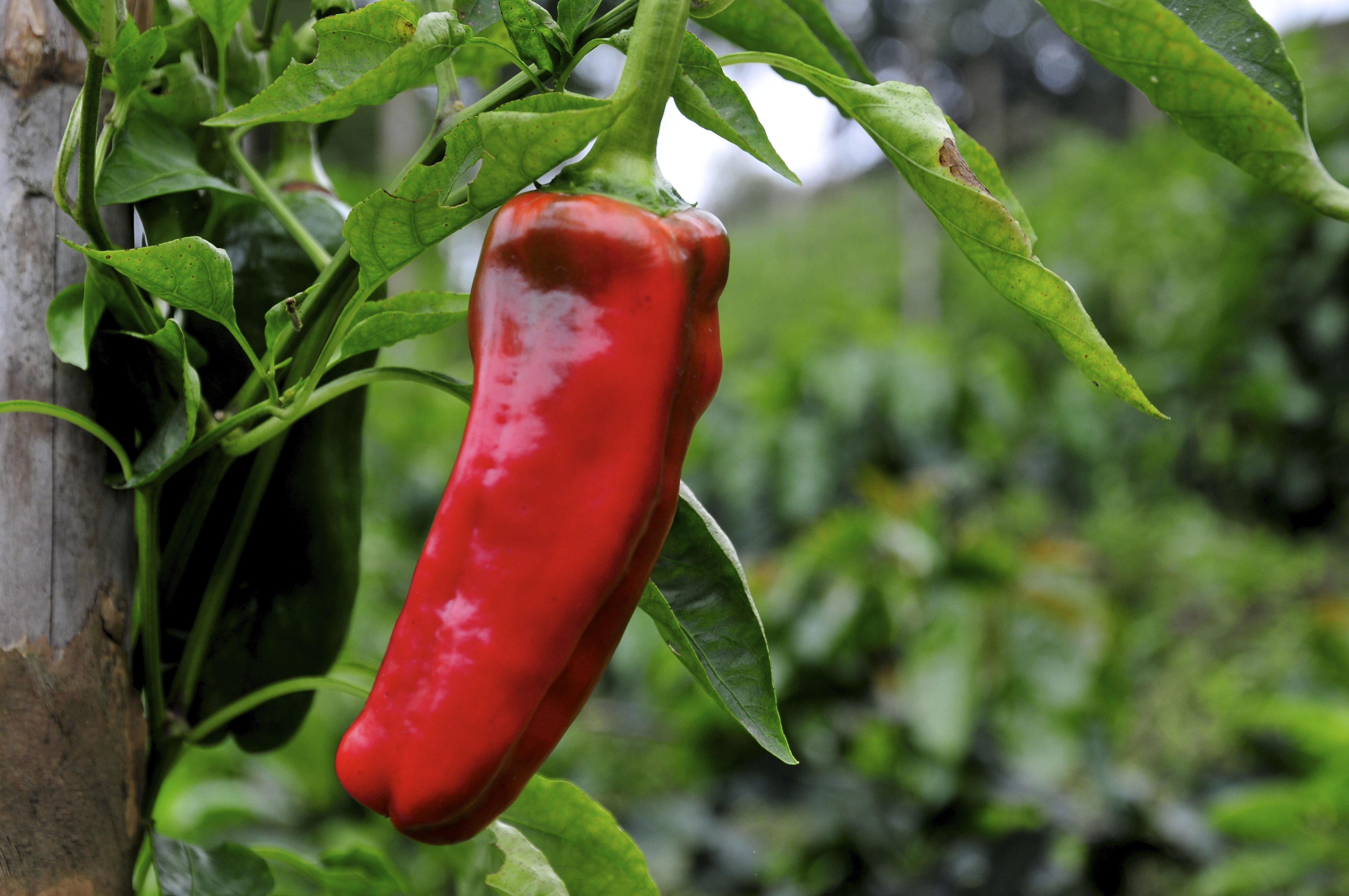
Piment (répulsif pour de nombreuses espèces) cultivé en association avec du café (dans le département de Cauca, dans le Sud-Ouest de la Colombie).

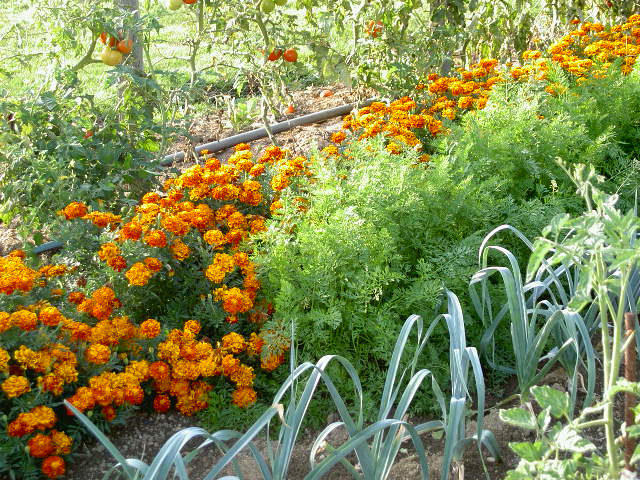
Exemple d'association végétale bénéfique : les œillets d'Inde protègent les tomates des attaques parasitaires.

La culture associée, compagnonnage végétal ou culture étagée, est un système de culture consistant à cultiver plusieurs espèces végétales ou variétés sur la même parcelle en même temps. Dans les agrosystèmes, les plantes établissent des interactions négatives (compétition) ou positives (facilitation écologique). Dans le cas des associations de plantes, l'agriculteur privilégie celles qui peuvent s'échanger divers services (fertilisation, protection contre les stress abiotiques, action répulsive ou toxique sur des insectes spécifiques et/ou des mauvaises herbes). Ces interactions s'appellent l'allélopathie.
On distingue plusieurs types de cultures associées, la plus simple consiste à cultiver en même temps deux cultivars d'une même espèce végétale : le semis et la récolte sont simultanés. Vient ensuite la culture de deux ou plusieurs espèces végétales semées en même temps ou en différé mais récoltées en même temps comme l'association d'une céréale et d'une légumineuse par exemple. On peut également distinguer des cultures annuelles associées à des cultures pérennes, c'est le cas de l'agroforesterie par exemple où des céréales sont cultivées entre des rangées d'arbres ou encore les cultures sous couvert végétal permanent. Enfin certaines associations comprennent une plante auxiliaire qui ne sera pas récoltée.
Ces techniques culturales ont été utilisées depuis les origines de l'agriculture et ont été progressivement réduites au profit de systèmes de monoculture utilisant des pesticides et des engrais chimiques mais sont  réutilisées davantage depuis quelques années dans le cadre de l'agroécologie, de l'agriculture raisonnée, de l'agriculture intégrée, de l'agriculture biologique, de la permaculture et du jardinage biologique. Ce regain d'intérêt existe compte tenu de leurs avantages en termes de fertilisation azotée et de lutte contre les maladies, ravageurs ou adventices (mauvaises herbes).

## Histoire

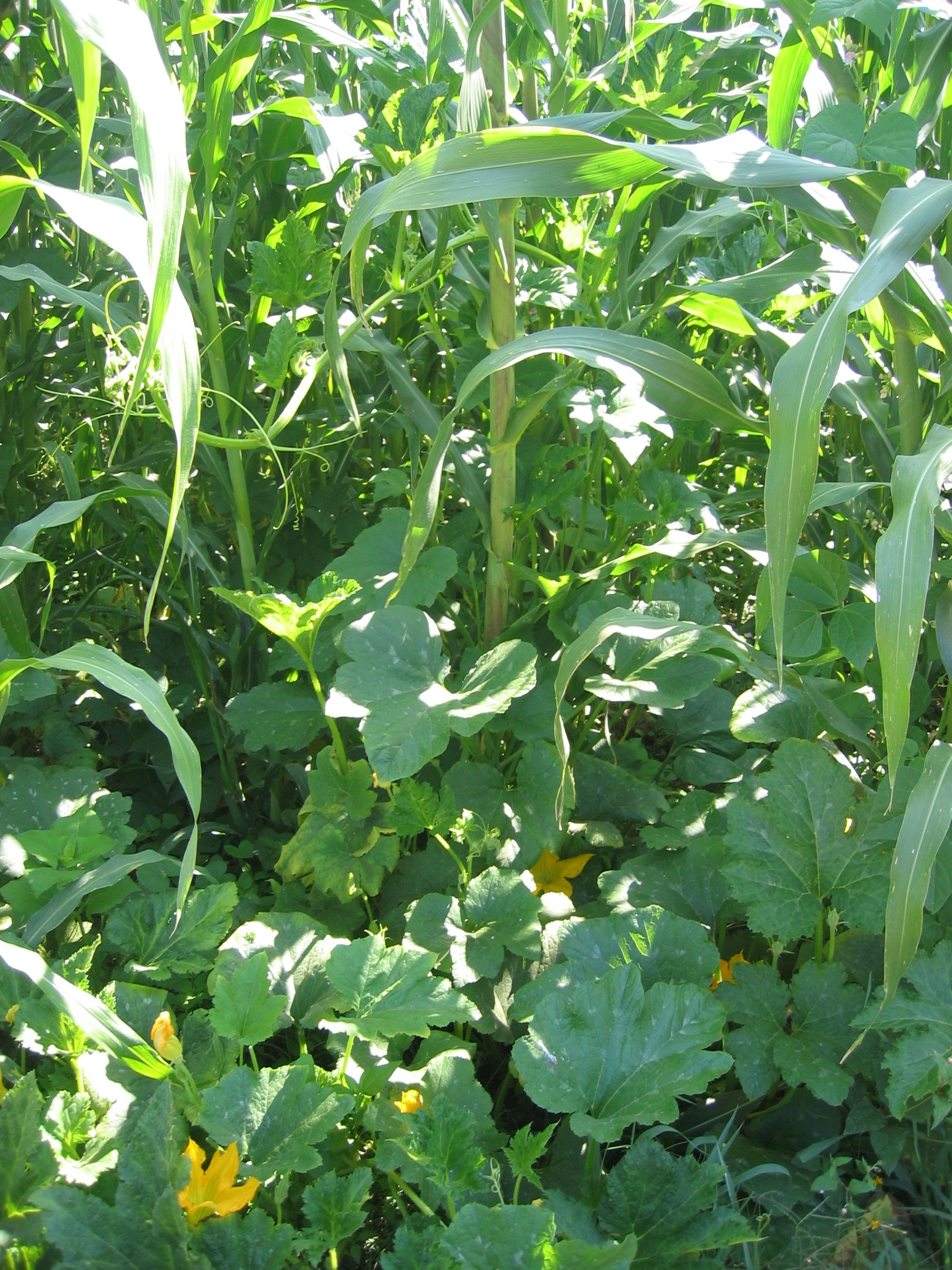
Association culturale maïs-haricot-courge (les « 3 sœurs ») dans la région du Mixtepec au Mexique.

La technique des trois sœurs consistant à cultiver ensemble courge, maïs et haricot, était connue et utilisée par les Amérindiens avant l'arrivée des Européens en Amérique. L'agriculture européenne, héritée du Proche-Orient ancien, repose à l'inverse sur la culture d'une seule variété dans les champs. Mais en Europe, on pratiquait également la joualle.
L'association Terres Innovia met 100 000 hectares en culture de colza associé à des légumineuses, avec à terme l'objectif de passer à 600 000 hectares.

## Modes d'action
Certaines plantes sont consommées par des parasites et les empoisonnent. D'autres, comme les plantes aromatiques, diffusent des odeurs masquant l'odeur des plantes appréciées par les parasites et les rendent ainsi introuvables. D'autres encore, comme la moutarde ou la grande capucine, servent d'appâts ou de leurres aux insectes afin de les éloigner des plantes cultivées. Dans ce cas, lorsque la « plante piège » est couverte de parasites, on ne traite qu'elle et on élimine ainsi l'ensemble des parasites associés. Les alliacées (ail, ciboule, poireau, oignon…) dégagent du soufre, ce qui permet de réduire les risques de certains champignons comme le mildiou sur les solanacées ou la vigne.

## Type d'association

### Association variétale
Il est possible de cultiver plusieurs variétés d'une plante sur une même parcelle (mélanges variétaux), le semis est souvent réalisé en mélange ou en rang alterné.
Le but étant de combiner les différentes résistances des variétés vis-à-vis des maladies. Un champignon comme Mycosphaerella graminicola provoquant la septoriose du blé a un développement plus ou moins rapide suivant la sensibilité de la variété utilisée. Les contaminations secondaires (de plante à plante) seront limitées par effet barrière des plants de variétés résistantes ou moins sensibles.

### Association d'espèces
Cette culture intercalaire (en rangées régulières), en bande (rangées suffisamment larges pour permettre une exploitation séparée, mais assez étroite pour produire des interactions entre espèces) ou en mélange (sans arrangement régulier) permet une certaine synergie entre deux ou plusieurs plantes, par exemple :
- Les associations fabacées (autrefois légumineuses) et poacées (autrefois appelés graminées, telles que les céréales), tels que pois protéagineux avec blé, pois protéagineux avec orge » (suivant s'il s'agit d'une culture de printemps ou d'hiver) ou encore haricot avec le maïs (comme  dans la milpa) permet à la céréale de bénéficier de l'apport d'azote de la fabacée à l'aide de la symbiose avec la bactérie rhizobium, tandis que la céréale fournit un effet barrière au pois vis-à-vis des contaminations secondaires. Dans le cas du maïs, il sert de tuteur au haricot qui aura alors un rendement plus important. Des fabacées telles que le trèfle blanc ou la luzerne sont de plus en plus utilisés à cet effet en Europe. Ils permettent également de conserver davantage l'humidité du sol en le couvrant et d'éviter le phénomène de rebond des gouttes d'eau de pluie, pouvant entraîner la pousse de champignon sur les céréales ;
- L'association dans la culture d'une plante « repoussante » et à proximité d'une plante « attirante » (sacrifiée, qui sert de piège, mais aussi de lieu de prolifération des prédateurs ou parasites de l'espèce indésirable), permet un système dit Push-pull[5] ;
- Certaines courges ont une forte capacité à couvrir et ombrer le sol, et par là à réduire la pousse d'adventices (Voir la milpa) ;
- La pousse d'adventices peut également être prévenue par l'effet allélopathique de certaines plantes qui émettent des substances biochimiques dans le milieu, empêchant ou limitant la pousse de certaines familles d'adventices (utilisation du Desmodium pour lutter contre le Striga ou « herbe des sorcières »).
- En agroforesterie, l'utilisation d'arbres, permet de nourrir le sol, notamment en apportant du carbone via l'humus (feuilles, branches et racines mortes), mais également de nourrir les cultures sous arbre ou plantes grimpantes, via le réseau mycélien (champignons), dans des relations de mycorhize.

### Association avec des cultures pérennes

#### Agroforesterie
L'agroforesterie est un système de culture alliant les espèces de sylviculture ou d'arboriculture et la culture d'espèces annuelles, les premières espèces servant de protection ou de support aux secondes. Ce mode de culture permet d'utiliser la terre au maximum de ses possibilités. Les plantes étagées ou ayant des besoins nutritifs différents peuvent être placées l'une à côté de l'autre. De plus, il évite aux paysans d'être pénalisés par la défaillance accidentelle d'une des productions à la suite d'incidents climatiques ou d'attaques d'insectes ou de maladies attaquant les cultures.
Exemples : hautain, enherbement des vignes et vergers ou encore hêtre et blé.

#### Semis sous couvert végétal
Un couvert végétal permanent (souvent replanté tous les 3 à 5 ans) permet de piéger les nitrates et de limiter la pousse des adventices. On sème en direct sur ce couvert, puis on récolte la plante (souvent une céréale) en laissant le couvert végétal pour la culture suivante.

#### Association avec une plante auxiliaire
On sème parfois des rangs d'une culture qui ne sera pas récoltée mais qui a un intérêt pour la culture dite principale. Des rangs d'une plante à fleurs peuvent constituer de réservoirs de biodiversité, en effet, des parasitoïdes ou prédateurs des ravageurs des cultures peuvent y nicher et donc réduire la pression des ravageurs sur la culture principale (Altieri 1994). D'autres plantes attirent davantage les ravageurs que la culture principale et donc ces ravageurs ont une incidence et une virulence moindre sur la culture principale.

##### Plante relais
Par exemple, la ré-introduction de l'Inule visqueuse ainsi que d'autres plantes de la garrigue dans les oliveraies pour favoriser les hyménoptères parasitoïdes de la Mouche de l'olive. Ces plantes et leurs galles jouent un rôle important comme relais pour la survie hivernale du parasitoïde.

## Exemples de compagnonnage
Le tableau ci-dessous liste les associations les plus connues :
|                | Association favorable                                                                         | Association défavorable                                   |
| -------------- | --------------------------------------------------------------------------------------------- | --------------------------------------------------------- |
| ail            | carotte, concombre, fraisier, oignon, poireau, tomate                                         | haricot, luzerne, pois                                    |
| Artichaut      | Fève, oignon                                                                                  | fenouil, persil                                           |
| basilic        | concombre, courgette, fenouil, tomate                                                         | rue                                                       |
| betterave      | aneth, oignon                                                                                 | épinard, poireau                                          |
| carotte        | ail, aneth, œillet d'Inde, oignon, souci, salade, tomate                                      | menthe                                                    |
| concombre      | aneth, basilic, épinard, oignon, salade, courge,                                              | courgette, pomme de terre, radis                          |
| épinard        | fraisier, radis, salade, tomate                                                               | betterave                                                 |
| fenouil        |                                                                                               | absinthe, chou, coriandre, haricot, tomate, artichaut     |
| fraisier       | ail, cerfeuil, ciboulette, épinard, moutarde, poireau, radis, oignon, bourrache               |                                                           |
| Framboisier    | Myrtille, prunier, sureau, aubépine, églantier, noisetier, sorbier, fraisier, souci, myosotis |                                                           |
| haricot        | maïs, courge, citrouille, betterave, concombre, épinard                                       | ail, ciboulette, oignon, poireau                          |
| oignon         | ail, aneth, carotte, cerfeuil, concombre, salade, tomate                                      | haricot, luzerne, poireau, pois                           |
| poireau        | carotte, épinard, fraisier, tomate                                                            | betterave, haricot, luzerne, pois                         |
| Poirier        | Capucine, menthe                                                                              |                                                           |
| poivron        | carotte, œillet d'Inde, tomate                                                                | betterave, moutarde                                       |
| Pomme de terre | Morelle noire                                                                                 |                                                           |
| Pommier        | Capucine, raifort, alysse                                                                     |                                                           |
| radis          | carotte, cresson, fraisier, haricot, salade, tomate                                           | concombre, hysope, vigne                                  |
| Rhubarbe       | chou, épinard, laitue                                                                         |                                                           |
| salade         | aneth, betterave, cerfeuil, chou, concombre, épinard, haricots, radis, rave, souci, tomate    | céleri, cresson, persil                                   |
| tomate         | basilic, carotte, chou, épinard, oignon, persil, poireau, salade                              | aneth, betterave, maïs, moutarde, oseille, pomme de terre |

### Attraction ou répulsion des animaux
Certaines plantes émettent des parfums qui peuvent soit attirer les pollinisateurs par exemple soit repousser des parasites.
- L'aneth, le fenouil, l'asclépiade, la tanaisie éloignent les pucerons, les araignées rouges et les teignes du poireau. La rue officinale repousse les pucerons[15].
- Les radis éloignent les mineuses des vignes.
- L'armoise est un répulsif éloignant souris, rongeurs, escargots et limaces.
- Les menthes ou la lavande constituent un excellent répulsif pour les fourmis et donc également pour les pucerons (« élevés » par les fourmis). La menthe attire aussi plusieurs espèces de mouches bénéfiques. La menthe poivrée (Mentha × piperita) est la meilleure variété à utiliser à cause de son odeur très forte.
- Le cerfeuil éloigne les limaces (c'est aussi le cas de la bourrache).
- Le sureau et l'euphorbe épurge éloignent les taupes.
- Le basilic protège contre l'apparition du mildiou du concombre et attire les pollinisateurs, le basilic peut être cependant touché par le mildiou du basilic.
- L'odeur de la tomate repousse la piéride du chou.

#### Les Allium
Les espèces de la famille Allium (ail, ciboulette, échalote, oignon, poireau, etc.) possèdent des propriétés répulsives très efficaces pour repousser les insectes.
- Le poireau et l'oignon chassent la mouche de la carotte. Il est bon d'associer ces plantes. Inversement la carotte chasse la teigne du poireau.
- Oignon et carotte se protègent mutuellement des insectes dits nuisibles[16].

L'oignon offre également une bonne protection contre les maladies cryptogamiques et contre le mildiou. À l'opposé, certaines plantes sont des « sœurs ennemies » qu'il ne faut donc pas mettre en compagnonnage sous peine de voir d'obtenir de médiocres résultats. Par exemple l'oignon et le haricot. D'une manière générale, alliacées et fabacées se supportent très mal.
- La ciboulette éloigne les insectes grimpants des arbres fruitiers et les protège de la tavelure, de la gale et des chancres.
- L'ail ou l'oignon planté aux pieds des pêchers permet de les protéger contre la cloque.

La poudre d'ail desséché protège les graines et jeunes pousses des oiseaux et des insectes.

### Action insecticide ou inhibitrice
- Le solanum nigrum, le ricin commun et le datura stramonium attirent les doryphores et les empoisonnent[17], mais ces plantes ont l'inconvénient d'être également toxiques pour l'homme.
- Les pyrèthres et certains chrysanthèmes contiennent de la pyréthrine, utilisé comme un insecticide.
- Les racines d'œillet d'Inde ont un effet répulsif sur certains nématodes, celles de l'absinthe inhibent la croissance de certaines mauvaises herbes[réf. nécessaire].
- La pomme de terre et la tomate plantées en forte densité concurrencent le liseron.
- La punaise des citrouilles peut s'attaquer aux cucurbitacées. On peut s'en protéger en plantant près des courges, au choix, un répulsif tel que la menthe, l'herbe à chat (cataire), des nasturtia ou des tagetes (œillets d'Inde et roses d'Inde)[18],[19].

## Limites
L'association des cultures permet de réduire les dégâts liés aux insectes nuisible à petite échelle, mais échoue souvent à être transposé à des grandes parcelles pour un usage commercial. De plus, augmenter la diversité des plants n'augmente pas nécessairement la présence des prédateurs des insectes nuisibles aux récoltes. Dans une étude de 2008, seuls 53 % des cas montraient une augmentation du nombre de prédateurs des insectes, pour un rendement augmenté dans seulement 32 % des cas. Exemples de services écosystémiques rendus par des plantes compagnes en couvert associé sur des grandes cultures .